# Storia di ragazzi e di ragazze
Storia di ragazzi e di ragazze è un film del 1989, scritto e diretto da Pupi Avati. Vinse il Nastro d'Argento al miglior regista.

## Trama
Porretta Terme, 1936: Silvia ed Angelo, due giovani di diversa estrazione sociale, sono prossimi al matrimonio e hanno organizzato un pranzo celebrativo, che secondo tradizione deve essere di ben venti portate, per permettere alle loro due famiglie di conoscersi. Il felice evento ha luogo nella magione dei familiari di Silvia, agiati contadini e proprietari terrieri, mentre Angelo insieme alla madre, alla sorella e alla zia, borghesi di Bologna, arriva direttamente il giorno della festa. Il pranzo, monumentale ed organizzato senza badare a spese, diviene uno scenario in cui vengono messe a confronto le due famiglie, appartenenti a due mondi diversi, creando non poco imbarazzo ai due futuri sposi. Nonostante alcuni screzi e piccoli incidenti, la giornata si rivela riuscita, con Angelo e la famiglia che ritornano in treno a Bologna.

## Critica
- Film ambizioso e maturo, 25 e più attori che recitano, benissimo. Qualche inverosomiglianza. Commento del dizionario Morandini ().[1]
- Il dizionario Farinotti assegna al film tre stelle su cinque di giudizio ().[2]

## Riconoscimenti
- 1990 - David di Donatello
  - Migliore sceneggiatura a Pupi Avati
  - Candidatura per il Miglior film
  - Candidatura per il Miglior regista a Pupi Avati
  - Candidatura per la Migliori colonna sonora a Riz Ortolani
  - Candidatura per i Migliori costumi a Graziella Virgili
  - Candidatura per il Miglior montaggio a Amedeo Salfa
  - Candidatura per il Miglior sonoro a Raffaele De Luca
- 1990 - Nastro d'argento
  - Regista del miglior film a Pupi Avati
  - Migliore sceneggiatura a Pupi Avati
- 1990 - Ciak d'oro
  - Migliore sceneggiatura a Pupi Avati[3]
  - Candidatura per il Migliore attore non protagonista a Felice Andreasi
  - Candidatura per la Migliore attrice non protagonista a Anna Bonaiuto
  - Candidatura per la Migliori colonna sonora a Riz Ortolani
  - Candidatura per la Migliore fotografia a Pasquale Rachini
  - Candidatura per la Migliore scenografia a Daria Ganassini e Giovanna Zighetti
  - Candidatura per i Migliori costumi a Graziella Virgili
  - Candidatura per il Miglior sonoro in presa diretta a Raffaele De Luca